# Рундквіст Дмитро Васильович
Дмитро Васильович Рундквіст (10 серпня 1930 — 15 січня 2022) — радянський та російський вчений у галузі мінералогії і геології, академік АН СРСР (з 1990).